# Coupe des Pays-Bas de football 2015-2016
Navigation
Édition précédente Édition suivante
La Coupe des Pays-Bas de football 2015-2016, nommée la KNVB beker, est la 98e édition de la Coupe des Pays-Bas. La compétition commence le 26 août 2015 et se termine le 24 avril 2016, date de la finale qui se dispute au Feijenoord Stadion. 85 clubs participent au tournoi.
Le club vainqueur de la coupe est qualifié pour la phase de groupe de la Ligue Europa 2016-2017.
La compétition est remportée par le Feyenoord Rotterdam qui bat en finale le FC Utrecht sur le score de 2-1.

## Déroulement de la compétition
Tous les tours se jouent en élimination directe. À chaque tour, un tirage au sort est effectué pour déterminer les adversaires.
Les 18 clubs d'Eredivisie et les 20 clubs d'Eerste Divisie sont qualifiés d'office pour la compétition et sont dispensés du premier tour.
Les clubs qui jouent en Europe ne peuvent pas s'affronter avant les huitièmes de finale.

## Calendrier
| Tour                | Date                        | Équipes participantes |
| ------------------- | --------------------------- | --------------------- |
| 1er tour            | 26 août et 2 septembre 2015 | 42                    |
| 2e tour             | 22, 23 et 24 septembre 2015 | 64                    |
| 3e tour             | 27, 28 et 29 octobre 2015   | 32                    |
| Huitièmes de finale | 15, 16 et 17 décembre 2015  | 16                    |
| Quarts de finale    | 2, 3 et 4 février 2016      | 8                     |
| Demi-finale         | 1, 2 ou 3 mars 2016         | 4                     |
| Finale              | 24 avril 2016               | 2                     |

## Résultats

### Huitièmes de finale
Les matchs des huitièmes de finale se déroulent les 15, 16 et 17 décembre 2015.
| Date        | Club                | Résultat | Club                 |
| ----------- | ------------------- | -------- | -------------------- |
| 15 décembre | Excelsior '31       | 1 - 3    | FC Den Bosch         |
| 15 décembre | HHC Hardenberg      | 2 - 0    | NEC Nimègue          |
| 15 décembre | SV Roda JC Kerkrade | 3 - 1    | Sportclub Heerenveen |
| 16 décembre | Achilles '29        | 0 - 5    | FC Utrecht           |
| 16 décembre | Vv Capelle          | 2 - 3    | VVSB                 |
| 16 décembre | Heracles Almelo     | 2 - 3    | PSV Eindhoven        |
| 16 décembre | Kozakken Boys       | 1 - 3    | AZ Alkmaar           |
| 17 décembre | Feyenoord Rotterdam | 2 - 1    | Willem II Tilburg    |

### Quarts de finale
Les matchs des quarts de finale se déroulent les 2, 3 et 4 février 2016.
| Date      | Club                | Résultat | Club                |
| --------- | ------------------- | -------- | ------------------- |
| 2 février | AZ Alkmaar          | 1 - 0    | HHC Hardenberg      |
| 3 février | FC Den Bosch        | 2 - 3    | VVSB                |
| 3 février | SV Roda JC Kerkrade | 0 - 1    | Feyenoord Rotterdam |
| 4 février | PSV Eindhoven       | 1 - 3    | FC Utrecht          |

### Demi-finales
Les matchs des demi-finale se déroulent les 2 et 3 mars 2016.
| Date   | Club                | Résultat | Club       |
| ------ | ------------------- | -------- | ---------- |
| 2 mars | FC Utrecht          | 3 - 0    | VVSB       |
| 3 mars | Feyenoord Rotterdam | 3 - 1    | AZ Alkmaar |

### Finale
La finale se joue le 24 avril 2016 au Feijenoord Stadion de Rotterdam.
| 24 avril 2016 | Feyenoord Rotterdam                           | 2 - 1   | FC Utrecht        | Feijenoord Stadion, Rotterdam |                           |
| 18 h 00       | Michiel Kramer 42e · Filip Bednarek 75e (csc) | (1 - 0) | 51e Ramon Leeuwin | Arbitrage : Björn Kuipers     | Arbitrage : Björn Kuipers |